# Storge
Storge (en griego στοργή, storgē), también llamado amor familiar, es el concepto griego utilizado para el afecto natural, como el amor de un padre hacia sus hijos y viceversa.

## Diferentes tipos de amor
Entendido el amor como emoción o actitud, Lee clasifica el amor en dos categorías de colores los primarios y los secundarios. Los colores primarios incluyen a eros (amor pasional), ludus (amor como juego) y storge. Los colores secundarios, basados en combinaciones de los anteriores son: manía (amor obsesivo), pragma (amor pragmático) y ágape (amor incondicional, altruista).

## Psicología social
En psicología social el término storge se refiere a uno de los arquetipos amatorios, la forma de amor entre amigos o compañeros. Es una forma de amor que busca el compromiso y se desarrolla de forma lenta, basada en el cariño, interés común o amistad.
Storge o afecto es una fuerza que puede aplicarse tanto entre familiares, como con amigos, mascotas, compañeros o colegas, pero también puede combinarse con otro tipo de enlaces como el caso del amor apasionado o la amistad
De forma general, puede ser utilizado como un término que describe el amor entre amigos y el deseo de que puedan cuidarse mutuamente.